# Mongolsko na Letních olympijských hrách 1988
Mongolsko se účastnilo Letní olympiády 1988 v jihokorejském Soulu. Zastupovalo ho 28 sportovců (24 mužů a 4 ženy) v 5 sportech.

## Medailisté
| Medaile | Jméno           | Sport | Soutěž                   |
| ------- | --------------- | ----- | ------------------------ |
| Bronz   | Nergüjn Enchbat | Box   | muži lehká váha do 60 kg |